# Autoplusia olivacea
Autoplusia olivacea là một loài bướm đêm trong họ Noctuidae.